# Faurea forficuliflora
Faurea forficuliflora là một loài thực vật có hoa trong họ Quắn hoa. Loài này được Baker mô tả khoa học đầu tiên năm 1883.